# Трьохозерська сільська рада
Трьохозе́рська сільська рада (рос. Трёхозёрский сельский совет) — сільське поселення у складі Цілинного району Курганської області Росії.
Адміністративний центр — село Трьохозерки.
Населення сільського поселення становить 134 особи (2017; 187 у 2010, 313 у 2002).

## Склад
До складу сільського поселення входять:
| Населений пункт     | Населення, осіб (2002) | Населення, осіб (2010) |
| ------------------- | ---------------------- | ---------------------- |
| Бердюгіно, присілок | 40                     | 27                     |
| Трьохозерки, село   | 273                    | 160                    |